# Mikroregion Guaratinguetá

Mikroregion Guaratinguetá

Mikroregion Guaratinguetá – mikroregion w brazylijskim stanie São Paulo należący do mezoregionu Vale do Paraíba Paulista. Ma 2.705,7 km² powierzchni.

## Gminy
- Aparecida
- Cachoeira Paulista
- Canas
- Cruzeiro
- Guaratinguetá
- Lavrinhas
- Lorena
- Piquete
- Potim
- Queluz
- Roseira